# Gran Premio di Abu Dhabi
Il Gran Premio di Abu Dhabi è un Gran Premio di Formula 1 che si disputa dal 2009 a oggi. Esso è stato annunciato nel 2007 all'Abu Dhabi Formula One Festival. La prima gara si è tenuta il 1º novembre 2009 nella città di Abu Dhabi, capitale dell'omonimo emirato e degli Emirati Arabi Uniti. Il circuito, progettato dall'architetto tedesco Hermann Tilke, sorge sull'isola artificiale di Yas Island e si snoda tra parchi a tema e hotel extralusso.

## Storia
Il primo approccio della Formula 1 con Abu Dhabi fu nel 2007 con il primo Formula One Festival. L'annuncio dell'evento avvenne nel gennaio 2007, mentre il festival fu tenuto il 3 febbraio 2007. Nell'occasione venne organizzato un grande raduno di vetture e piloti di Formula 1, uno dei più grandi al di fuori delle manifestazioni ufficiali. Nel corso del raduno venne annunciato che l'emirato avrebbe ospitato la Formula 1 dal 2009 al 2016. Qualche mese dopo, l'Etihad Airways divenne lo sponsor del Gran Premio per un periodo di tre anni, collaborazione che prosegue tuttora.
Il 25 giugno 2008 la FIA, pubblicando il calendario provvisorio per il 2009, aveva provvisoriamente inserito il Gran Premio di Abu Dhabi come 19ª prova del mondiale il 15 novembre. Tuttavia, vista l'eliminazione in calendario del Gran Premio di Francia e del Gran Premio del Canada, la FIA, il 5 novembre ha reso noto il nuovo calendario per la stagione 2009, nella quale il Gran Premio di Abu Dhabi è collocato come 17ª e ultima prova, non più il 15 novembre, bensì il 1º novembre 2009.
Il 28 agosto 2009 viene annunciato che l'inizio della gara è posticipato alle 17:00 ore locali, per favorirne la visione al pubblico europeo, quindi la gara inizia con il sole e termina al buio.
L'11 dicembre 2009 è stato presentato il calendario definitivo per il campionato 2010 e l'appuntamento di Abu Dhabi è stato spostato nuovamente all'ultima gara del campionato, così come accade dalla stagione 2014. Nel 2014 la gara è stata oggetto di alcune contestazioni, a causa della decisione presa da Bernie Ecclestone di assegnare, essendo l'ultima gara di campionato, doppio punteggio alle vetture che sarebbero arrivate in zona punti, causando possibili disparità.
Nel 2021 furono annunciate modifiche sul tracciato per rendere le gare più interessanti e favorire i sorpassi. L'edizione del 2024 ha stabilito un record di 190 000 spettatori durante il weekend di gara, battendo il record precedente di 170 000 spettatori registrato nell'edizione del 2023.

## Albo d'oro
| Stagione | Località           | Pilota vincitore | Costruttore         | Resoconto |
| -------- | ------------------ | ---------------- | ------------------- | --------- |
| 2009     | Yas Marina Circuit | Sebastian Vettel | Red Bull-Renault    | Resoconto |
| 2010     | Yas Marina Circuit | Sebastian Vettel | Red Bull-Renault    | Resoconto |
| 2011     | Yas Marina Circuit | Lewis Hamilton   | McLaren-Mercedes    | Resoconto |
| 2012     | Yas Marina Circuit | Kimi Räikkönen   | Lotus-Renault       | Resoconto |
| 2013     | Yas Marina Circuit | Sebastian Vettel | Red Bull-Renault    | Resoconto |
| 2014     | Yas Marina Circuit | Lewis Hamilton   | Mercedes            | Resoconto |
| 2015     | Yas Marina Circuit | Nico Rosberg     | Mercedes            | Resoconto |
| 2016     | Yas Marina Circuit | Lewis Hamilton   | Mercedes            | Resoconto |
| 2017     | Yas Marina Circuit | Valtteri Bottas  | Mercedes            | Resoconto |
| 2018     | Yas Marina Circuit | Lewis Hamilton   | Mercedes            | Resoconto |
| 2019     | Yas Marina Circuit | Lewis Hamilton   | Mercedes            | Resoconto |
| 2020     | Yas Marina Circuit | Max Verstappen   | Red Bull-Honda      | Resoconto |
| 2021     | Yas Marina Circuit | Max Verstappen   | Red Bull-Honda      | Resoconto |
| 2022     | Yas Marina Circuit | Max Verstappen   | Red Bull-RBPT       | Resoconto |
| 2023     | Yas Marina Circuit | Max Verstappen   | Red Bull-Honda RBPT | Resoconto |
| 2024     | Yas Marina Circuit | Lando Norris     | McLaren-Mercedes    | Resoconto |

## Statistiche
Le statistiche si riferiscono alle sole edizioni valide per il campionato del mondo di Formula 1 e sono aggiornate al Gran Premio di Abu Dhabi 2024.

### Vittorie per pilota
| Pos. | Pilota           | Vittorie |
| ---- | ---------------- | -------- |
| 1    | Lewis Hamilton   | 5        |
| 2    | Max Verstappen   | 4        |
| 3    | Sebastian Vettel | 3        |
| 4    | Kimi Räikkönen   | 1        |
| =    | Nico Rosberg     | 1        |
| =    | Valtteri Bottas  | 1        |
| =    | Lando Norris     | 1        |

### Vittorie per costruttore
| Pos. | Costruttore | Vittorie |
| ---- | ----------- | -------- |
| 1    | Red Bull    | 7        |
| 2    | Mercedes    | 6        |
| 3    | McLaren     | 2        |
| 4    | Lotus       | 1        |

### Vittorie per motore
| Pos. | Motore   | Vittorie |
| ---- | -------- | -------- |
| 1    | Mercedes | 8        |
| 2    | Renault  | 4        |
| 3    | Honda    | 2        |
| =    | RBPT     | 2        |

### Pole position per pilota
| Pos. | Pilota           | Pole |
| ---- | ---------------- | ---- |
| 1    | Lewis Hamilton   | 5    |
| 2    | Max Verstappen   | 4    |
| 3    | Sebastian Vettel | 2    |
| =    | Nico Rosberg     | 2    |
| 5    | Mark Webber      | 1    |
| =    | Valtteri Bottas  | 1    |
| =    | Lando Norris     | 1    |

### Pole position per costruttore
| Pos. | Costruttore | Pole |
| ---- | ----------- | ---- |
| 1    | Red Bull    | 7    |
| 2    | Mercedes    | 6    |
| 3    | McLaren     | 3    |

### Pole position per motore
| Pos. | Motore   | Pole |
| ---- | -------- | ---- |
| 1    | Mercedes | 9    |
| 2    | Renault  | 3    |
| 3    | Honda    | 2    |
| =    | RBPT     | 2    |

### Giri veloci per pilota
| Pos. | Pilota           | GPV |
| ---- | ---------------- | --- |
| 1    | Sebastian Vettel | 4   |
| 2    | Lewis Hamilton   | 3   |
| 3    | Daniel Ricciardo | 2   |
| =    | Max Verstappen   | 2   |
| 5    | Mark Webber      | 1   |
| =    | Fernando Alonso  | 1   |
| =    | Valtteri Bottas  | 1   |
| =    | Lando Norris     | 1   |
| =    | Kevin Magnussen  | 1   |

### Giri veloci per costruttore
| Pos. | Costruttore | GPV |
| ---- | ----------- | --- |
| 1    | Red Bull    | 6   |
| 2    | Ferrari     | 3   |
| =    | Mercedes    | 3   |
| 4    | McLaren     | 2   |
| 5    | Renault     | 1   |
| =    | Haas        | 1   |

### Giri veloci per motore
| Pos. | Motore   | GPV |
| ---- | -------- | --- |
| 1    | Renault  | 5   |
| =    | Mercedes | 5   |
| 3    | Ferrari  | 4   |
| 4    | Honda    | 1   |
| =    | RBPT     | 1   |

### Podi per pilota
| Pos. | Pilota           | Podi |
| ---- | ---------------- | ---- |
| 1    | Lewis Hamilton   | 10   |
| 2    | Sebastian Vettel | 7    |
| 3    | Max Verstappen   | 6    |
| 4    | Charles Leclerc  | 4    |
| 5    | Jenson Button    | 3    |
| =    | Nico Rosberg     | 3    |
| =    | Valtteri Bottas  | 3    |
| 8    | Mark Webber      | 2    |
| =    | Fernando Alonso  | 2    |
| =    | Kimi Räikkönen   | 2    |
| =    | Carlos Sainz Jr. | 2    |
| 12   | Felipe Massa     | 1    |
| =    | Sergio Pérez     | 1    |
| =    | George Russell   | 1    |
| =    | Lando Norris     | 1    |

### Podi per costruttore
| Pos. | Costruttore | Podi |
| ---- | ----------- | ---- |
| 1    | Mercedes    | 14   |
| 2    | Red Bull    | 13   |
| 3    | Ferrari     | 12   |
| 4    | McLaren     | 5    |
| 5    | Williams    | 2    |
| 6    | Brawn       | 1    |
| =    | Lotus       | 1    |

### Podi per motore
| Pos. | Motore    | Podi |
| ---- | --------- | ---- |
| 1    | Mercedes  | 22   |
| 2    | Ferrari   | 12   |
| 3    | Renault   | 7    |
| 4    | Honda     | 3    |
| =    | RBPT      | 3    |
| 6    | TAG Heuer | 1    |

### Punti per pilota
| Pos. | Pilota           | Punti |
| ---- | ---------------- | ----- |
| 1    | Lewis Hamilton   | 258   |
| 2    | Max Verstappen   | 165   |
| 3    | Sebastian Vettel | 154   |
| 4    | Valtteri Bottas  | 103   |
| 5    | Nico Rosberg     | 78    |
| 6    | Charles Leclerc  | 73    |
| 7    | Fernando Alonso  | 71    |
| =    | Sergio Pérez     | 71    |
| 9    | Jenson Button    | 68    |
| 10   | Felipe Massa     | 64    |
| =    | Daniel Ricciardo | 64    |
| =    | Lando Norris     | 64    |

### Punti per costruttore
| Pos. | Costruttore | Punti |
| ---- | ----------- | ----- |
| 1    | Mercedes    | 407   |
| 2    | Red Bull    | 392   |
| 3    | Ferrari     | 296   |
| 4    | McLaren     | 194   |
| 5    | Williams    | 87    |
| 6    | Force India | 85    |
| 7    | Renault     | 43    |
| 8    | Lotus       | 39    |
| 9    | AlphaTauri  | 30    |
| 10   | Alpine      | 18    |

### Punti per motore
| Pos. | Motore       | Punti |
| ---- | ------------ | ----- |
| 1    | Mercedes     | 760   |
| 2    | Ferrari      | 322   |
| 3    | Renault      | 293   |
| 4    | Honda        | 120   |
| 5    | RBPT         | 90    |
| 6    | TAG Heuer    | 59    |
| 7    | BWT-Mercedes | 7     |
| 8    | Toyota       | 5     |
| 9    | BMW          | 4     |